# Mike Foligno
Michael Anthony "Mike" Foligno, född 29 januari 1959, är en kanadensisk före detta ishockeytränare och professionell ishockeyspelare som tillbringade 15 säsonger i den nordamerikanska ishockeyligan National Hockey League (NHL), där han spelade för ishockeyorganisationerna Detroit Red Wings, Buffalo Sabres, Toronto Maple Leafs och Florida Panthers. Han producerade 727 poäng (355 mål och 372 assists) samt drog på sig 2 045 utvisningsminuter på 1 018 grundspelsmatcher. Foligno spelade även på lägre nivå för Sudbury Wolves i Ontario Major Junior Hockey League (OMJHL).
Efter den aktiva spelarkarriären har han arbetat inom Anaheim Ducks (assisterande tränare), Chicago Wolves (assisterande tränare), Colorado Avalanche (assisterande tränare), Hershey Bears (tränare), New Jersey Devils (assisterande tränare), St. John's Maple Leafs (assisterande tränare och tränare), Sudbury Wolves (general manager och assisterande tränare) och Toronto Maple Leafs (assisterande tränare och talangscout). Den 21 september 2016 meddelade NHL:s senaste expansionslag, Vegas Golden Knights att man hade anställt Foligno som professionell talangscout.
Han är far till ishockeyspelarna Marcus Foligno och Nick Foligno som spelar för Buffalo Sabres respektive Columbus Blue Jackets. Foligno var gift med den före detta ishockeymålvakten Eddie Giacomins brorsdotter fram till 2009, när hon avled i cancer och den före detta ishockeyspelaren Wade Redden är gift med en av hans syskonbarn.

## Statistik
| 1975–1976    | Sudbury Wolves      | OMJHL        | 57   | 22  | 14  | 36  | 45   | 16 | 4  | 3  | 7  | 6   |
| 1976–1977    | Sudbury Wolves      | OMJHL        | 66   | 31  | 44  | 75  | 62   | 6  | 3  | 1  | 4  | 7   |
| 1977–1978    | Sudbury Wolves      | OMJHL        | 67   | 47  | 39  | 86  | 112  | —  | —  | —  | —  | —   |
| 1978–1979    | Sudbury Wolves      | OMJHL        | 68   | 65  | 85  | 150 | 98   | 10 | 5  | 5  | 10 | 14  |
| 1979–1980    | Detroit Red Wings   | NHL          | 80   | 36  | 35  | 71  | 109  | —  | —  | —  | —  | —   |
| 1980–1981    | Detroit Red Wings   | NHL          | 80   | 28  | 35  | 63  | 210  | —  | —  | —  | —  | —   |
| 1981–1982    | Detroit Red Wings   | NHL          | 26   | 13  | 13  | 26  | 28   | —  | —  | —  | —  | —   |
|              | Buffalo Sabres      | NHL          | 56   | 20  | 31  | 51  | 149  | 4  | 2  | 0  | 2  | 9   |
| 1982–1983    | Buffalo Sabres      | NHL          | 66   | 22  | 25  | 47  | 135  | 10 | 2  | 3  | 5  | 39  |
| 1983–1984    | Buffalo Sabres      | NHL          | 70   | 32  | 31  | 63  | 151  | 3  | 2  | 1  | 3  | 19  |
| 1984–1985    | Buffalo Sabres      | NHL          | 77   | 27  | 29  | 56  | 154  | 5  | 1  | 3  | 4  | 12  |
| 1985–1986    | Buffalo Sabres      | NHL          | 79   | 41  | 39  | 80  | 168  | —  | —  | —  | —  | —   |
| 1986–1987    | Buffalo Sabres      | NHL          | 75   | 30  | 29  | 59  | 176  | —  | —  | —  | —  | —   |
| 1987–1988    | Buffalo Sabres      | NHL          | 74   | 29  | 28  | 57  | 220  | 6  | 3  | 2  | 5  | 31  |
| 1988–1989    | Buffalo Sabres      | NHL          | 75   | 27  | 22  | 49  | 156  | 5  | 3  | 1  | 4  | 21  |
| 1989–1990    | Buffalo Sabres      | NHL          | 61   | 15  | 25  | 40  | 99   | 6  | 0  | 1  | 1  | 12  |
| 1990–1991    | Buffalo Sabres      | NHL          | 31   | 4   | 5   | 9   | 42   | —  | —  | —  | —  | —   |
|              | Toronto Maple Leafs | NHL          | 37   | 8   | 7   | 15  | 65   | —  | —  | —  | —  | —   |
| 1991–1992    | Toronto Maple Leafs | NHL          | 33   | 6   | 8   | 14  | 50   | —  | —  | —  | —  | —   |
| 1992–1993    | Toronto Maple Leafs | NHL          | 55   | 13  | 5   | 18  | 84   | 18 | 2  | 6  | 8  | 42  |
| 1993–1994    | Toronto Maple Leafs | NHL          | 4    | 0   | 0   | 0   | 0    | —  | —  | —  | —  | —   |
|              | Florida Panthers    | NHL          | 39   | 4   | 5   | 9   | 49   | —  | —  | —  | —  | —   |
| NHL totalt   | NHL totalt          | NHL totalt   | 1018 | 355 | 372 | 727 | 2045 | 57 | 15 | 17 | 32 | 185 |
| OMJHL totalt | OMJHL totalt        | OMJHL totalt | 258  | 165 | 182 | 347 | 317  | 32 | 12 | 9  | 21 | 27  |